# Hugo Wastenson
Hugo Bernhard Wastenson, född 9 mars 1870 i Helsingborg, död 7 augusti 1943 i Marstrand, var en svensk apotekare och politiker.

## Biografi
Hugo Wastenson var son till verkmästaren Waste Olof Wastenson och Hulda Eliana Rothoff. Efter läroverksstudier blev han apotekselev 1887 och avlade farmacie studiosiexamen 1890 samt apotekarexamen 1895. Han tjänstgjorde vid apotek bland annat i Eskilstuna 1895–1899, Kristianstad 1899–1902, Malmö 1902–1910 och Borås 1911–1917 samt innehade apoteket Svanen i Malmö 1917–1924 och apoteket Kronan i Linköping 1924–1938. Därutöver var han 1902–1910 laborator och 1908–1910 VD vid AB Apotekarnes vattenfabrik i Malmö, och 1908–1912 var han statens kontrollant för undersökning av eldfarliga oljor. Bland Wastensons uppdrag märks att han var ledamot av Apotekarsocietetens styrelse 1921–1923 och 1932–1937, av apotekens löne- och skiljenämnd 1922–1937 och av styrelsen för Apotekens kontrollaboratorium 1928–1937. Åren 1911–1937 var han ordförande i östgötakretsen av Sveriges apotekareförbund och ledamot av förbundets centralstyrelse. Han publicerade ett stort antal avhandlingar och uppsatser i fackpressen. Wastenson, som tillhörde högerpartiet, var ledamot av stadsfullmäktige i Linköping 1927–1938 och innehade även andra kommunala uppdrag. Han är gravsatt på Gamla griftegården i Linköping.